# Evarco
(Tucidide, Guerra del Peloponneso, VI, 3)
Evarco, detto anche Euarco (in greco antico: Εὐαρχός?, Euarchòs; Calcide, ... – ...; fl. VIII secolo a.C.), è stato un militare siceliota e uno degli storici fondatori della colonia greca di Catania.
Secondo il racconto di Tucidide, fu Tucle che, col suo equipaggio di Calcidesi, fondò Katane (la data tradizionalmente indicata è quella del 729 a.C.). Successivamente, per ragioni non chiare, i Catanesi tributarono i culti eroici ad Evarco, considerando lui e non Tucle ecista della polis.